# Elm de Gjermundbu

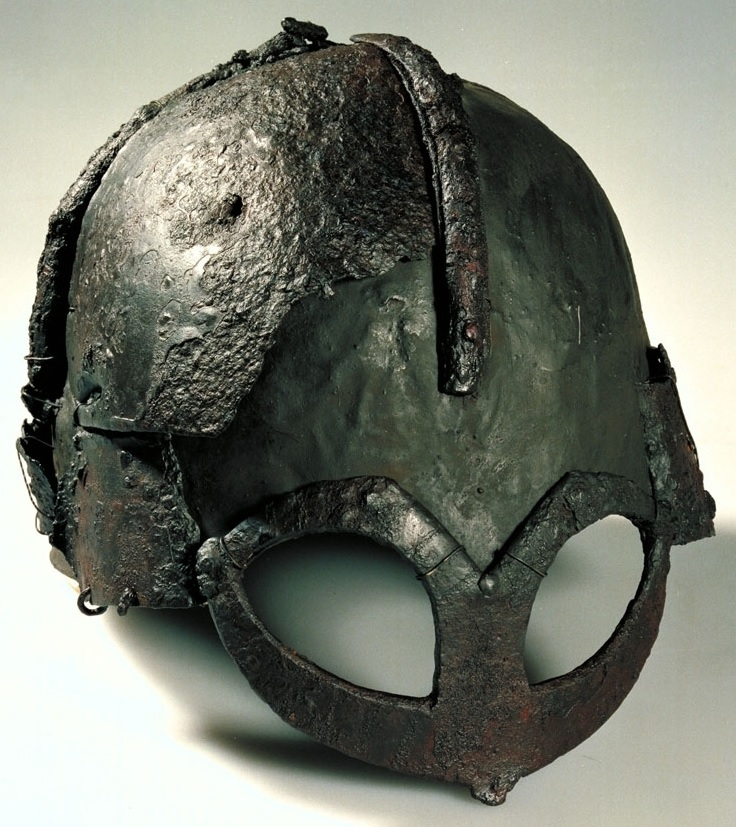
Elm de Gjermundbu

L'elm de Gjermundbu és un casc defensiu militar del tipus «d'ulleres». Tot i que el seu origen es remunta a l'era de Vendel, els arqueòlegs calculen que l'usaren cap a l'any 875 durant l'era vikinga. Aquests cascs també es coneixen com a cascs crestats. El trobaren al 1943, fragmentat en nou bocins, durant unes excavacions en un túmul funerari de Gjermundbu, Ringerike, a Noruega. Fins hui és l'únic casc viking original i complet trobat en una excavació.

## Característiques
Aquest elm és de ferro i consta de tres plaques grosses que hi donen una forma semiesfèrica, unides per unes plaques de metall reblat. Al capdavant hi ha un protector també metàl·lic per a la cara en forma d'ullera, que donen nom al tipus de casc. A la part inferior n'hi ha uns forats que els arqueòlegs suposen que s'usaven per unir l'elm a un protector de coll de la mateixa mena que les restes d'una cota de malla trobada al mateix jaciment.

## Dirigent viking
Com que no s'han trobat més elms en altres excavacions, i considerant altres elements trobats al túmul com tres espases, puntes de llança, destrals, complements eqüestres i bulbs d'escuts, tot plegat fa suposar que el mort era un personatge rellevant, potser un dels monarques del Regne de Ringerike. Els arqueòlegs pensen que aquests complements eren exclusius de la reialesa i del seguici que acompanyava a la corona.
Actualment s'exposa en el Museu Cultural Històric d'Oslo.